# Gladys Frazin
Gladys Frazin (1901 - 9 de marzo de 1939) fue una actriz teatral y cinematográfica estadounidense.

## Biografía
Gladys Frazin nació en 1901, y se casó tres veces. Su primer marido fue Leo Lowenstein, un hombre de negocios de Nueva York, con el que tuvo su único hijo, Leo Lowenstein Jr. (nacido en 1920).  En 1924 se casó con el actor Douglas Gilmore, con el que permaneció unos pocos meses. En 1929 tuvo un famoso matrimonio con el cómico y director Monty Banks, al que había conocido en Londres, y del que se divorció en 1932. 
Frazin fue actriz teatral, actuando sobre todo en el circuito de Broadway, en Nueva York, pero también en Londres, formando parte hasta 1924 de la Comédie Française. Entre las principales obras teatrales en las que actuó figuran, en el circuito de Broadway, The marked woman, The whole´s Town´s talking, Antonio, y White Cargo. En Londres interpretó las siguientes piezas: The Trial of Mary Dugan, The woman in Room 13, On the spot, y Marriage is not a joke.
En Inglaterra actuó también en algunas películas. En total actuó en 9 producciones, la mayoría de ellas mudas. Entre los actores de mayor fama con los que actuó figuran Lou Tellegen y su propio esposo, Monty Banks. En su último film actuaba, en el papel de una bailarina, Marika Rökk
Gladys Frazin se suicidó en la ciudad de Nueva York el 9 de marzo de 1939, lanzándose al vacío desde la ventana del apartamento de sus padres.

## Filmografía
- 1924: Let Not Man Put Assunder
- 1927: The Winning Oar
- 1928: The Blue Peter
- 1928: Inspiration
- 1928: Spangles
- 1929: The Return of the Rat
- 1930: The Compulsing Husband
- 1931: The Other Woman
- 1932: Kiss Me, Sergeant